# Groupe Rassemblement national
Groupe Rassemblement national  (dansk: National Samlings Gruppe) er en gruppe i den franske Nationalforsamling. Gruppen blev dannet den 28. juni 2022, og den har 89 medlemmer.
De 88 af gruppens medlemmer kommer fra partiet National Samling, og et enkelt medlem er fra den stærkt højreorienterede Liga Syd (Ligue du Sud). 
National Samlings præsidentkandidat Marine Le Pen er formand for gruppen. 

## 1986 – 1988
I den franske nationalforsamlings 13. valgperiode var det lignende gruppe med navnet Groupe Front national – Rassemblement national. Denne gruppe blev dannet i marts 1986 og opløst i maj 1988.
Gruppen havde 35 medlemmer – heraf 32 fra Front National og tre fra CNIP (Det nationale centrum af uafhængige og bønder). 
Jean-Marie Le Pen var formand for gruppen. 
 Der er for få eller ingen kildehenvisninger i denne artikel, hvilket er et problem. Du kan hjælpe ved at angive troværdige kilder til de påstande, som fremføres i artiklen.